# Hiatus uro-génital
Le hiatus urogénital (ou fente uro-génitale) est une ouverture dans le diaphragme pelvien.

## Structure
Le hiatus uro-génital forme un large orifice médian allongé d'avant en arrière.
Il se situe dans la partie antérieure du diaphragme pelvien entre le hiatus anorectal et la symphyse pubienne.
Ses bords latéraux sont formés par les muscles élévateurs de l'anus.
Il livre passage à l'urètre pour les deux sexes, avec
- le vagin et à la veine dorsale profonde du clitoris pour la femme,
- le sommet de la prostate et les vaisseaux et nerfs du pénis pour l'homme.